# Keith Geddes
Keith Oliver Geddes (Saskatchewan, 1948) é professor na Faculdade de Matemática da Universidade de Waterloo em Waterloo (Ontário).
Foi director do Grupo de Computação Simbólica na Escola de Ciência Informática. Recebeu o bacharelado em Matemática na Universidade de Saskatchewan em 1968; completou o seu mestrado e doutoramento em ciência informática na Universidade de Toronto.
Geddes é provavelmente melhor conhecido como membro da equipa que criou o Maple, o software que actualmente é usado em Universidades em todo o mundo. Ele é também o director científico do Ontario Research Centre for Computer Algebra, e membro da Association for Computing Machinery, bem como da American Mathematical Society e da Canadian Mathematical Society.

## Pesquisa
O principal interesse de Geddes é a pesquisa para o desenvolvimento de algoritmos para a mecanização da matemática. Mais especificamente, eles está interessado em aspectos computacionais da álgebra e análise.
Actualmente ele trabalha no desenho de algoritmos híbridos simbólicos-numéricos para fazer integração definida e resolver equações diferenciais ordinárias e parciais.
Grande parte do seu trabalho actual gira à volta do Maple.